# Nokia Lumia 930
Nokia Lumia 930 là chiếc điện thoại thông minh được thiết kế bởi Nokia chạy hệ điều hành Windows Phone 8.1 của Microsoft. Nó đã được ra mắt vào 2 tháng 4 năm 2014 tại Hội nghị Microsoft Build 2014 và được dự định phát hành vào tháng 6 năm 2014. Thiết bị này được nhằm là người kế nhiệm của dòng Lumia 92x của dòng điện thoại Nokia Lumia. Lumia 930 cơ bản là một phiên bản khác của Nokia Lumia Icon chỉ có ở thị trường Mĩ. Hai phiên bản này đều có cùng kiểu dáng và thông số, điểm khác biệt duy nhất là 930 được cài sẵn Windows Phone 8.1 hơn bản Windows Phone 8 trên Icon.

## Vấn đề
Một số điện thoại gặp hiện tượng nóng máy và hao pin nhanh.
Một số thiết bị không thể đặt Google làm trình tìm kiếm mặc định.